# 第21屆威尼斯影展
第21屆威尼斯影展於1960年8月24日至9月7日舉辦。

## 評審團
- 马塞尔·阿沙尔（英语：Marcel Achard）（評審團主席）[2]
- 彼得·貝克
- 路易斯·加西亚·贝尔兰加
- 谢尔盖·邦达尔丘克
- 路易斯·肖韋（英语：Louis Chauvet）
- 安東尼奧·帕利亞羅
- 杰姆·波滕扎
- 馬里奧·普拉茨（英语：Mario Praz）
- 塞繆爾·斯坦曼
- 喬治·特普利茨（英语：Jerzy Toeplitz）
- 阿圖羅·托法內利

## 競賽電影
| 中文片名             | 原文片名                | 導演                | 製作國家 |
| -------------------- | ----------------------- | ------------------- | -------- |
| 《通過萊茵河》       | Le Passage du Rhin      | 安德烈·卡耶特       | 法國     |
| 《人間的條件首部曲》 | 人間の條件              | 小林正樹            | 日本     |
| 《公寓春光》         | The Apartment           | 比利·懷德           | 美国     |
| 《1943年纪事》       | La lunga notte del '43  | 弗洛莱斯塔诺·凡奇尼 | 義大利   |
| 《核战新娘》         | Rat                     | 韋利科·布拉伊奇     | 南斯拉夫 |
| 《洛可兄弟》         | Rocco e i suoi fratelli | 盧奇諾·維斯孔蒂     | 義大利   |
| 《鼓笛震軍魂》       | Tunes of Glory          | 羅納德·內梅         | 英国     |
| 《气球漫游记》       | Le Voyage en ballon     | 艾爾伯特·拉摩里斯   | 法國     |

## 獎項
- 金獅獎：
  - 安德烈·卡耶特（英语：André Cayatte） 《通過萊茵河（英语：Tomorrow Is My Turn (film)）》
- 評審團特別獎：
  - 盧奇諾·維斯孔蒂 《洛可兄弟（英语：Rocco and His Brothers）》
- 沃爾庇杯：
  - 最佳男演員：約翰·米爾斯 《鼓笛震軍魂（英语：Tunes of Glory）》
  - 最佳女演員：莎莉·麥克琳 《公寓春光》

## 外部鏈接
- 官方网站
- IMDb1960年威尼斯影展獎項 （页面存档备份，存于）